# Kirchberg (Halsbach)
Kirchberg (mundartl.: Kiabeag(à)) ist ein Gemeindeteil der Gemeinde Halsbach im oberbayerischen Landkreis Altötting.

## Lage
Die Einöde Kirchberg liegt etwa 100 Meter nordwestlich von Halsbach an der Kreisstraße AÖ 10.

## Geschichte
Der Name des Ortes bezeichnet einen dem Gotteshaus zu Erlbach gehörigen Hof auf einer Anhöhe. Der Ort gehörte von der Gemeindegründung im Jahre 1818 an zur Gemeinde Oberzeitlarn und kam mit deren Auflösung am 1. Januar 1964 zur Gemeinde Halsbach.
Im Ort befinden sich ein denkmalgeschütztes Mesnerhaus aus der zweiten Hälfte des 17. Jahrhunderts sowie eine Skulptur des hl. Martin.